# Barbus motebensis
Barbus motebensis és una espècie de peix cipriniforme de la família dels ciprínids.

## Morfologia
Els mascles poden assolir els 8 cm de longitud total.

## Distribució geogràfica
Es troba al Transvaal (Sud-àfrica).